# AFROS
Das Atari FRee Operating System (kurz: AFROS) ist ein GPL-lizenziertes, Unix-artiges Betriebssystem, das in Verbindung mit ARAnyM, einer Kombination aus Emulator und Virtueller Maschine, auf jedem Rechner lauffähig sein soll. Da Afros binärkompatibel mit dem Atari-Betriebssystem TOS ist, entfällt Aranym bei der Verwendung auf Atari-Rechnern.

## Aufbau
AFROS besteht aus folgenden Komponenten:
- EmuTOS – ein Clone des Singletasking-Systems TOS, basierend auf den freigegebenen Originalquellen von Digital Research. Er wird nur zum Booten von FreeMint benötigt.
- FreeMiNT – ein multitasking-fähiger TOS-Clone
- fVDI – ein Clone des Virtual Device Interface (Gerätetreiber)
- XaAES – ein Clone des Application Environment System, des grafischen Toolkits der Benutzeroberfläche GEM.
- Tera Desktop – ein Clone des Dateimanagers Desktop

Die Mindestvoraussetzungen zum Start der AFROS-Live-CD sind relativ niedrig: Eine Intel/AMD-kompatible CPU (Pentium oder besser), 128 MB RAM, ein bootfähiges CD-ROM-Laufwerk, eine SVGA-kompatible Grafikkarte, eine serielle oder PS/2- oder IMPS/2-kompatible USB-Maus. In Verbindung mit Aranym ist AFROS ebenso auf PowerPC-Prozessoren lauffähig.

## Live-CD
Die AFROS-CD basiert auf der Slax-Live-CD und gibt einen Eindruck von der Funktionalität des TOS-kompatiblen Betriebssystems. AFROS bootet über SLAX seine oben genannten Komponenten. Auf dem in etwa GEM oder einem Mac OS 8 entsprechenden, visuell orientierten Tera-Desktop laufen viele Atari-Programme und neue TOS-kompatible Software. Das kompakte, robuste und schnelle System schreibt selbsttätig nichts auf TOS-fremde Laufwerke, bietet eingebettet in die Laufwerksabbildung „D“ jedoch den Laufwerkzugang. Das Lesen von diesen Laufwerken ist gefahrlos. Aus dem TOS-kompatiblen System auf Laufwerke anderer Betriebssysteme schreiben sollte nur, wer weiß, was er tut. Veränderte Datenstrukturen können sonst irreparable Schäden verursachen.

## Installation auf dem Host-System
Die Vollinstallation des freien Betriebssystems setzt etwas fortgeschrittene Kenntnisse voraus, bietet jedoch weit mehr Möglichkeiten als das frühere Atari-Betriebssystem TOS. Ein installiertes AFROS ist in Verbindung mit ergänzender Software und anderen Desktops (bei anderen Systemen „Shell“ genannt) in Aussehen und Anwendung modifizierbar.